# グッバイヘイロー
グッバイヘイロー (Goodbye Halo) はアメリカ合衆国の競走馬、繁殖牝馬。ケンタッキーオークスなどG1競走を7勝している。

## 出自
ケンタッキー州の生産者、ウィリアム・リードの生産したサラブレッドの牝馬である。1986年のキーンランドセールに上場され、47,000ドルでジョン・バリスに落札された。その後、後述のデモワゼルステークス優勝後にアーサー・ハンコック3世に750,000ドルで売り渡され、ハンコック3世ものちにアレックス・キャンベル・ジュニアに所有権の半分を譲渡している。

## 戦績
デビュー戦を8馬身差で勝利したが、フリゼットステークスでは勝ち馬から20馬身離された8着と惨敗してしまう。しかし、次走のデモワゼルステークスで10馬身差の圧勝でG1初勝利を飾ると、翌年のラスヴァージネスステークスまで4連勝する。ちなみに、このラスヴァージネスステークスでは、後にケンタッキーダービーを勝ったウイニングカラーズをクビ差の2着に退けている。
サンタアニタオークスでは逆にウイニングカラーズの3着と敗戦し、連勝もストップしてしまうが、続くケンタッキーオークスを制覇した。更にその後もマザーグースステークス、コーチングクラブアメリカンオークスとG1競走を連勝するが、アラバマステークスで再び連勝がストップ、続くG2・ラスパルマスハンデキャップも3着に敗れてしまう。
連敗の流れを断ち切れないまま、陣営はブリーダーズカップ・ディスタフに出走する。この競走にはグッバイヘイローに加え、前述のウイニングカラーズ、無敗のまま挑んできたパーソナルエンスンも揃って出走し、非常に豪華な顔ぶれとなった。レース本番では、逃げ切りを図るウイニングカラーズにグッバイヘイローが食らいついている所を、外からパーソナルエンサインが差し切るといった、まさに三強の決着となった。結局グッバイヘイローはウイニングカラーズを捕らえることができず、半馬身差の3着に敗れるが、このレースは今でも伝説のレースとして語り継がれている。
その後も現役を続けるが、11戦して3勝（うちG1競走1勝）。アルゼンチンからアメリカに移籍し頭角を現してきたバヤコアを相手に1勝6敗（うち4戦は2着）と苦渋を舐めさせられることとなり、ブリーダーズカップ・ディスタフではウイニングカラーズともども掲示板外。全盛期の力は発揮できずに引退、繁殖入りした。

### 年度別競走成績
- 1987年（4戦3勝） - デモワゼルステークス (G1) 、ハリウッドスターレットステークス (G1)
- 1988年（11戦5勝） - ラスヴァージネスステークス（G1)、ケンタッキーオークス (G1) 、マザーグースステークス (G1) 、コーチングクラブアメリカンオークス (G1) 、サンタイネスステークス (G3)
- 1989年（9戦3勝） - ラカナダステークス (G1) 、チュラヴィスタステークス (G2) 、エルエンシノステークス (G3)

## 繁殖入り後
1990年のキーンランド繁殖牝馬セールに出され、桜井盛夫が210万ドルで落札、日本に輸入されて浅川吉男の協和牧場に繋養された。日本に輸入される際、アメリカの名門競馬雑誌のブラッド・ホース誌に「SAYONARA Goodbye Halo（さよならグッバイヘイロー）」という海外流出を惜しむ特集が組まれた。引退式で日本に輸出される旨が伝えられるとブーイングが起こったとの風説もあるが、日本行きが決まったのは引退レースとなるBCディスタフの二ケ月後のキーンランド1月セールであることもあり疑わしい。
その後産駒から高松宮記念の勝ち馬キングヘイローを出した。繁殖牝馬を引退した後も、協和牧場で功労馬として繋養された。

### 繁殖成績
| 誕生年 | 馬名               | 毛色 | 父                   | 性 | 厩舎                                                           | 馬主                               | 戦績・用途 |
| ------ | ------------------ | ---- | -------------------- | -- | -------------------------------------------------------------- | ---------------------------------- | --- |
| 1992年 | キョウワグンバイ   | 鹿毛 | ナスルエルアラブ     | 牡 | -                                                              | 浅川吉男                           | （死亡） |
| 1993年 | キョウワハヤブサ   | 鹿毛 | ナスルエルアラブ     | 牡 | 栗東・安藤正敏 →荒尾・吉永晃                                   | 浅川吉男                           | 中央18戦0勝 地方11戦2勝 （引退） |
| 1994年 | ウチュウニカガヤク | 鹿毛 | ナスルエルアラブ     | 牝 | 栗東・安藤正敏                                                 | 浅川吉男                           | 不出走 繁殖牝馬（2004年死亡） |
| 1995年 | キングヘイロー     | 鹿毛 | ダンシングブレーヴ   | 牡 | 栗東・坂口正大                                                 | 浅川吉男                           | 27戦6勝 高松宮記念-GI、中山記念-GII、東京新聞杯-GIII、東京スポーツ杯3歳S-GIII、皐月賞-GI 2着、マイルチャンピオンシップ-GI 2着 種牡馬 |
| 1996年 | クィーンヘイロー   | 鹿毛 | トウカイテイオー     | 牝 | 栗東・高橋成忠                                                 | 浅川吉男                           | 10戦0勝 繁殖牝馬 |
| 1997年 | キングアカデミー   | 栗毛 | ロイヤルアカデミーII | 牡 | 栗東・佐山優 →佐賀・徳吉義己                                   | 浅川吉男                           | 中央35戦1勝 地方5戦0勝 （引退） |
| 1998年 | ツルハチクィーン   | 栗毛 | ラムタラ             | 牝 | 栗東・吉岡八郎                                                 | 浅川吉男                           | 3戦0勝 繁殖牝馬 |
| 1999年 | ツルハチキング     | 栗毛 | フォーティナイナー   | 牡 | 栗東・飯田明弘 →大井・荒井隆 →水沢・遠藤陸夫 →名古屋・瀬戸口悟 | 浅川吉男 →浅川昌彦 →奧浜孝二 →林進 | 中央27戦3勝 地方64戦4勝 （引退） |
| 2001年 | キョウワノキリンジ | 鹿毛 | コマンダーインチーフ | 牡 | 栗東・武邦彦                                                   | 浅川昌彦 →林順子                   | 14戦1勝 （引退） |
| 2007年 | レイニータ         | 栗毛 | アグネスデジタル     | 牝 | 栗東・坂口正大                                                 | ローレルレーシング                 | 2戦0勝 繁殖牝馬 |

## 血統表
| グッバイヘイロー (Goodbye Halo)の血統 | グッバイヘイロー (Goodbye Halo)の血統                                        | グッバイヘイロー (Goodbye Halo)の血統                                        | （血統表の出典）                                                             | （血統表の出典） |
| 父系                                  | ヘイロー系                                                                   | ヘイロー系                                                                   | ヘイロー系                                                                   | [ § 2 ]          |
| 父 Halo 1969 黒鹿毛                   | 父の父Hail to Reason 1958 黒鹿毛                                             | Turn-to                                                                      | Royal Charger                                                                | Royal Charger    |
| 父 Halo 1969 黒鹿毛                   | 父の父Hail to Reason 1958 黒鹿毛                                             | Turn-to                                                                      | Source Sucree                                                                |                  |
| 父 Halo 1969 黒鹿毛                   | 父の父Hail to Reason 1958 黒鹿毛                                             | Nothirdchance                                                                | Blue Swords                                                                  | Blue Swords      |
| 父 Halo 1969 黒鹿毛                   | 父の父Hail to Reason 1958 黒鹿毛                                             | Nothirdchance                                                                | Galla Colors                                                                 |                  |
| 父 Halo 1969 黒鹿毛                   | 父の母Cosmah 1953 鹿毛                                                       | Cosmic Bomb                                                                  | Pharamond                                                                    | Pharamond        |
| 父 Halo 1969 黒鹿毛                   | 父の母Cosmah 1953 鹿毛                                                       | Cosmic Bomb                                                                  | Banish Fear                                                                  |                  |
| 父 Halo 1969 黒鹿毛                   | 父の母Cosmah 1953 鹿毛                                                       | Almahmoud                                                                    | Mahmoud                                                                      | Mahmoud          |
| 父 Halo 1969 黒鹿毛                   | 父の母Cosmah 1953 鹿毛                                                       | Almahmoud                                                                    | Arbitrator                                                                   |                  |
| 母 Pound Foolish 1979 鹿毛            | 母の父Sir Ivor 1965 栗毛                                                     | Sir Gaylord                                                                  | Turn-to                                                                      | Turn-to          |
| 母 Pound Foolish 1979 鹿毛            | 母の父Sir Ivor 1965 栗毛                                                     | Sir Gaylord                                                                  | Somethingroyal                                                               |                  |
| 母 Pound Foolish 1979 鹿毛            | 母の父Sir Ivor 1965 栗毛                                                     | Attica                                                                       | Mr.Trouble                                                                   | Mr.Trouble       |
| 母 Pound Foolish 1979 鹿毛            | 母の父Sir Ivor 1965 栗毛                                                     | Attica                                                                       | Athenia                                                                      |                  |
| 母 Pound Foolish 1979 鹿毛            | 母の母Squander 1974 鹿毛                                                     | Buckpasser                                                                   | Tom Fool                                                                     | Tom Fool         |
| 母 Pound Foolish 1979 鹿毛            | 母の母Squander 1974 鹿毛                                                     | Buckpasser                                                                   | Busanda                                                                      |                  |
| 母 Pound Foolish 1979 鹿毛            | 母の母Squander 1974 鹿毛                                                     | Discipline                                                                   | Princequillo                                                                 | Princequillo     |
| 母 Pound Foolish 1979 鹿毛            | 母の母Squander 1974 鹿毛                                                     | Discipline                                                                   | Lady Be Good F-No.8-h                                                        |                  |
| 母系(F-No.)                           | (FN:8-h)                                                                     | (FN:8-h)                                                                     | (FN:8-h)                                                                     | [ § 3 ]          |
| 5代内の近親交配                       | Turn-to 3x4, Princequillo 5x4, Mahmoud 4x5, Pharamond 4x5, Blue Larkspur 5x5 | Turn-to 3x4, Princequillo 5x4, Mahmoud 4x5, Pharamond 4x5, Blue Larkspur 5x5 | Turn-to 3x4, Princequillo 5x4, Mahmoud 4x5, Pharamond 4x5, Blue Larkspur 5x5 | [ § 4 ]          |
| 出典                                  | 1. 2. 3. 4.                                                                  | 1. 2. 3. 4.                                                                  | 1. 2. 3. 4.                                                                  | 1. 2. 3. 4.      |

- 祖母Squanderはソロリティステークスなどの勝ち馬、曾祖母Disciplineはテストステークスなどの勝ち馬。
- 叔父に種牡馬として日本に輸入されたラシアンルーブルがいる。